# Osiedle Wspólny Dom (Koszalin)
Osiedle Wspólny Dom (do 1945 niem. Friedrich-Wilhelm Vorstadt) – osiedle we wschodniej części Koszalina, posiada funkcje typowo mieszkaniowe.
Od 1816 burmistrzem Koszalina był August Ernst Braun, za jego rządów na wschód od ówczesnego miasta kontynuowano rozpoczętą w 1808 budowę nowego przedmieścia, pierwszego po zburzeniu murów miejskich. Osią założenia architektonicznego była droga prowadząca do Rokosowa, a środki pochodziły z funduszów króla Fryderyka Wilhelma II Pruskiego. Podarował on Koszalinowi środki na odbudowę miasta ze zniszczeń po wielkim pożarze w 1718, w dowód wdzięczności po jego śmierci wybrano go na patrona powstającej dzielnicy tj. Przedmieście Fryderyka Wilhelma. W odróżnieniu od starszej części miasta zaplanowano tu szerokie ulice, luźną zabudowę i zieleń miejską. Wzdłuż drogi do Rokosowa (Rogzower Allee) powstawała zwarta zabudowa tworząca pierzeję, im dalej na wschód tym domy były niższe. Po II wojnie światowej obszar położony na wschód od Przedmieścia Fryderyka Wilhelma przeznaczono pod zabudowę wielorodzinną, powstały tu bloki o zróżnicowanej wysokości i kubaturze. Tereny te nazwano Przedmieściem Bolesława Chrobrego, ale nazwa ta nie przyjęła się i w 2005 została urzędowo zniesiona. Proces zabudowywania Osiedla Wspólny Dom nadal trwa, obecnie powstają budynki mieszkalne w miejscach, które dotychczas zajmowały magazyny i garaże m.in. rejon ulic Hołdu Pruskiego i Stanisława Moniuszki.
Obecnie na terenie osiedla znajdują się m.in. II Urząd Skarbowy, Sąd Okręgowy (w gmachu oddanym do użytku 1 listopada 1931) i Biblioteka Pedagogiczna.

## Ulice na terenie osiedla
- Ulica Władysława Broniewskiego;
- Ulica Fryderyka Chopina;
- Ulica Hołdu Pruskiego (Virchowstrasse[7]);
- Ulica Jana Matejki (Elisenstrasse[7]);
- Ulica Stanisława Moniuszki (Lorenzstrasse[7]);
- Ulica marsz. Józefa Piłsudskiego (Danziger Strasse[7]);
- Ulica Karola Szymanowskiego (Am Ziegelgraben[7]);
- Ulica Romualda Traugutta (Bürgermeister-Braun-Strasse[7]);
- Ulica Ludwika Waryńskiego (Lindenstrasse[7]);
- Ulica Zgoda;
- Ulica Zwycięstwa (Rogzower Allee[7]).